# 市镇公共合作组织
市镇公共合作组织（法語：Établissement public de coopération intercommunale），简称EPCI，是法国的由市镇为基本单位而建立的公务法人。市镇公共合作组织的类型非常广泛，根据市镇的自身需要而组建，旨在协调市镇间不同领域的合作和发展。

## 类型
按照财政管辖权（EPCI à fiscalité propre），市镇公共合作组织主要分为两大类。

### 有财政管辖权
有财政管辖权的市镇公共合作组织一般属于综合性的管理机构，一般以一个人口较多的市镇为核心，协调其附近地区的日常事务。
根据2010年颁布的法国地方管理改革方案，法国的有财政管辖权的市镇公共合作组织主要包括四种类型：
- 都会区（法語：Métropole）
- 城市公共社区（法語：Communauté urbaine）
- 城市圈公共社区（法語：Communauté d'agglomération）
- 市镇公共社区（法語：Communauté de communes）

### 无财政管辖权
无财政管辖权的市镇公共合作组织一般属于专门性的管理机构，财政来源为地方行政单位，通常仅根据地理空间位置设立，没有特别的地域性特征。这种机构主要包括两种类型：
- 跨市镇組合（法语：Syndicat intercommunal (France)），其中又分为两个大类：
  - 单一跨市镇組合（法语：Syndicat intercommunal à vocation unique），一般专注于某一领域。
  - 综合跨市镇組合（法语：Syndicat intercommunal à vocation multiple），在多项领域之间行使职责。
- 混合組合（法语：Syndicat mixte），相比于跨市镇工会，混合工会可以跨越行政区划壁垒（比如两个不同的大区之间的市镇）而成立。